# Patrol wojskowy na Zimowych Światowych Wojskowych Igrzyskach Sportowych 2010
Patrol wojskowy na 1. Zimowych Światowych Wojskowych Igrzyskach Sportowych – jedna z dyscyplin rozgrywanych podczas zimowych igrzysk wojskowych w  Brusson, we Włoszech w dniu 25 marca 2010. Podczas zawodów zawodnicy i zawodniczki rywalizowali w 2 konkurencjach drużynowych: mężczyźni na dystansie 25 km, a kobiet na 15 km i Polki zdobyły brązowawy medal na tym dystansie.

## Terminarz
| Data               | Godzina (UTC+01:00) | Wydarzenie |
| ------------------ | ------------------- | ---------- |
| 25 marca 2010(dts) | 9:00                | Finał      |

## Konkurencje
Kobiety
- patrol drużynowy 15 km

Mężczyźni
- patrol drużynowy 25 km

## Medaliści
| Konkurencje                      | Złoto                                                                           | Srebro                                                                   | Brąz                                                                                |
| Kobiety patrol drużynowy 15 km   | Norwegia · Kari Henneseid Eie · Anne Ingstadbjørg · Jori Mørkve · Tiril Eckhoff | Chiny · Liu Yuanyuan · Liu Xanying · Wang Chunli · Song Chaoqing         | Polska · Krystyna Pałka · Magdalena Gwizdoń · Paulina Bobak · Karolina Pitoń        |
| Mężczyźni patrol drużynowy 25 km | Estonia · Priit Narusk · Indrek Tobreluts · Kauri Kõiv · Roland Lessing         | Szwajcaria · Toni Livers · Ivan Joller · Kristian Stebler · Remo Fischer | Francja · Vincent Vittoz · Robin Duvillard · Emmanuel Jonnier · Alexandre Rousselet |

## Klasyfikacja medalowa
* Gospodarz zawodów został zaznaczony tym kolorem.
| Miejsce           | Reprezentacja     | Złoto | Srebro | Brąz | Razem |
| ----------------- | ----------------- | ----- | ------ | ---- | ----- |
| 1                 | Estonia           | 1     | 0      | 0    | 1     |
| 1                 | Norwegia          | 1     | 0      | 0    | 1     |
| 3                 | Chiny             | 0     | 1      | 0    | 1     |
| 3                 | Szwajcaria        | 0     | 1      | 0    | 1     |
| 5                 | Francja           | 0     | 0      | 1    | 1     |
| 5                 | Polska            | 0     | 0      | 1    | 1     |
| Ogółem (6 państw) | Ogółem (6 państw) | 2     | 2      | 2    | 6     |